# Domenico Pecile
Domenico Simone Pecile  (* 9. Oktober 1922 in San Vito di Fagagna, Provinz Udine, Italien; † 29. Juni 2011 in Udine) war Bischof von Latina-Terracina-Sezze-Priverno.

## Leben
Domenico Simone Pecile empfing am 11. Juli 1948 die Priesterweihe. Er war in den Pfarreien in Socchieve und Feletto tätig, ab 1951 Kaplan in Cividale del Friuli. Von 1955 bis 1962 war er Sekretär von Emilio Pizzoni, Bischof des Bistums Latina-Terracina-Sezze-Priverno. Während dieser Zeit war er auch Assistent der Diözesanjugend der Katholischen Aktion und Promotionsstudent in Kirchenrecht an der Lateranuniversität. Nach Rückkehr nach Udine war er Kanzler des Bistums, Erzpriester und Pfarrer der Kathedrale von Udine (Cattedrale di Santa Maria Annunziata) und Vizepräsident des Kirchlichen Gerichts in Triveneto.
Papst Johannes Paul II. ernannte ihn am 22. Dezember 1983 zum Bischof von Terracina-Latina, Priverno und Sezze. Der Papst persönlich spendete ihm am 6. Januar 1984 im Petersdom die Bischofsweihe; Mitkonsekratoren waren Eduardo Martínez Somalo, Substitut des Staatssekretariates, und Duraisamy Simon Lourdusamy, Sekretär der Kongregation für die Evangelisierung der Völker.
Am 27. Juni 1998 nahm Johannes Paul II. seinen altersbedingten Rücktritt an. Er lebte in Rom und war Vikar der Lateranbasilika.